# Hosťovce (powiat Koszyce-okolice)
Hosťovce (węg. Bódvavendégi) – wieś (obec) na Słowacji położona w kraju koszyckim, w powiecie Koszyce-okolice. Pierwsze wzmianki o miejscowości pochodzą z roku 1360. 
Według danych z dnia 31 grudnia 2012, wieś zamieszkiwały 202 osoby, w tym 110 kobiet i 92 mężczyzn.
W 2001 roku pod względem narodowości i przynależności etnicznej 90,1% mieszkańców stanowili Węgrzy, a 9,41% Słowacy.
Ze względu na wyznawaną religię struktura mieszkańców kształtowała się w 2001 roku następująco:
- Katolicy rzymscy – 58,91%
- Grekokatolicy – 0,99%
- Nie podano – 0,5%